# السلطة التأسيسية
الجمعية التأسيسية أو الجمعية الدستورية هي هيئة أو جمعية من الممثلين المنتخبين شعبيا والتي يتم تجميعها لغرض صياغة أو اعتماد دستور أو وثيقة مماثلة. يتم انتخاب الجمعية التأسيسية بالكامل عن طريق التصويت الشعبي [بحاجة لمصدر]   ؛ بمعنى أن جميع المجالس التأسيسية عبارة عن اتفاقيات دستورية، لكن المؤتمر الدستوري ليس بالضرورة جمعية تأسيسية. نظرًا لأن الوثيقة الأساسية التي تشكل ولاية، لا يمكن عادة تعديل الدستور أو تعديله من خلال الإجراءات التشريعية العادية للدولة [بحاجة لمصدر] ؛ بدلاً من ذلك، يجب وضع اتفاقية دستورية أو جمعية تأسيسية، والتي يتم وضع قواعد لها عادةً في الدستور. عادةً ما يتم إعداد التجمع التأسيسي لغرضه المحدد، والذي يتم تنفيذه في وقت قصير نسبيًا، وبعد ذلك يتم حل التجمع. الجمعية التأسيسية هي شكل من أشكال الديمقراطية التمثيلية.
على عكس أشكال وضع الدستور التي يفرض فيها دستور من جانب أحد المشرعين السياديين لدستور، تقوم الجمعية التأسيسية بإنشاء دستور من خلال الإجراءات "المفروضة داخليًا"، بحيث يكون أعضاء الجمعية التأسيسية هم مواطنين، لكن ليس بالضرورة حكام البلد الذي يقومون بصياغة الدستور. كما وصفها أستاذ العلوم الاجتماعية بجامعة كولومبيا جون إلستر:
تنشأ الدساتير بعدة طرق مختلفة. عندما يضعه طرف غير ديمقراطي، يمكن تخيل مشرع يضع الدستور لجميع الأجيال اللاحقة. في أقصى حدود الديمقراطية، قد نتخيل جمعية تأسيسية تنتخب بالاقتراع العام لمهمة وحيدة متمثلة في كتابة دستور جديد.

## أمثلة

### كوستا ريكا
مباشرة بعد الحرب الأهلية في كوستاريكا عام 1948 التي أطاحت بحكومة رافائيل أنخيل كالديرون، دعا قادة الجانب المنتصر إلى انتخاب جمعية تأسيسية في العام نفسه. نجحت الجمعية في صياغة دستور كوستاريكا الحالي واعتماده.

### الدنمارك
أسست الجمعية التأسيسية الدنماركية دستور الدنمارك في عام 1849.

### إندونيسيا
تأسست الجمعية الدستورية الإندونيسية لوضع دستور دائم. تم انتخاب أعضائها في نوفمبر 1955، واجتمعت لأول مرة في نوفمبر 1956. بعد أربع جلسات، فشلت في وضع الاتفاق الأساسي للدولة. تم حلها في عام 1959، والدستور الأصلي فرض بموجب مرسوم رئاسي.

### تركيا
تأسست الجمعية التأسيسية لتركيا في عام 1961 بعد الانقلاب التركي عام 1960 لإعداد دستور ديمقراطي. تم إعداد الدستور والموافقة عليه من قبل الناخبين في استفتاء عام 1961.

### الولايات المتحدة الأمريكية

#### فدرالي
في المؤتمر الدستوري الولايات المتحدة تم صياغة دستور الولايات المتحدة في عام 1787: تم تعيين مندوبين من قبل الولايات، وليس انتخابا مباشرا، ولم ترسل كل الولايات مندوبين. علاوة على ذلك، كانت الاتفاقية مكلفة أصلاً بصياغة تعديلات على وثائق الكونفدرالية بدلاً من دستور جديد.

#### ولايات

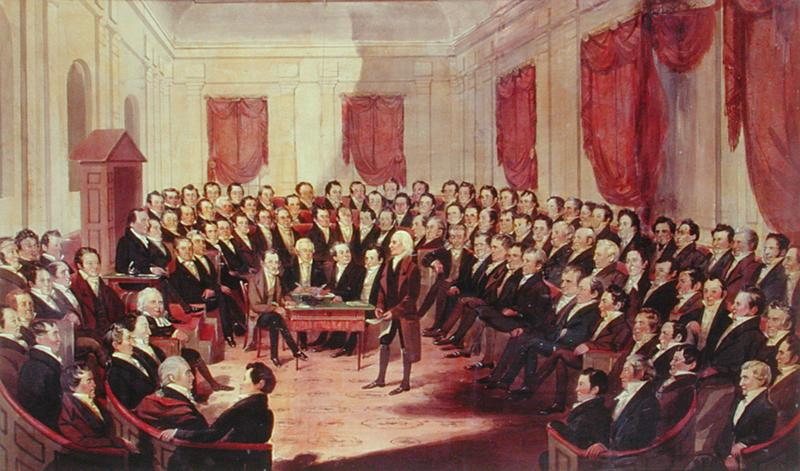
مؤتمر فرجينيا الدستوري، 1830 (جورج كاتلين ، كاليفورنيا. 1830). تم إضفاء الطابع الرسمي إلى حد كبير على العديد من المجالس التأسيسية للولاية، مثل مؤتمر فرجينيا الدستوري لعام 1830.

يوجد تقليد في استخدام المجالس التأسيسية على مستوى الدولة الدستورية. في الواقع، التقت الجمعيات التأسيسية في الولايات قبل تشكيل الدستور الاتحادي في عام 1787 وكذلك بعد التصديق عليه. منذ عام 1776، التقى ما يقرب من 150 اتفاقية دستورية للولاية لصياغة أو مراجعة دساتير الولايات.